# Таганрогский трамвай
Таганрогский трамвай — трамвайная система городского общественного транспорта города Таганрога Ростовской области России, открытая в 1932 году.

## История
Впервые вопрос о трамвае в Таганроге серьёзно рассматривался 14 апреля 1925 года, на заседании Президиума Окружного исполкома, где слушался вопрос «О целесообразности сооружения трамвая в г. Таганроге».

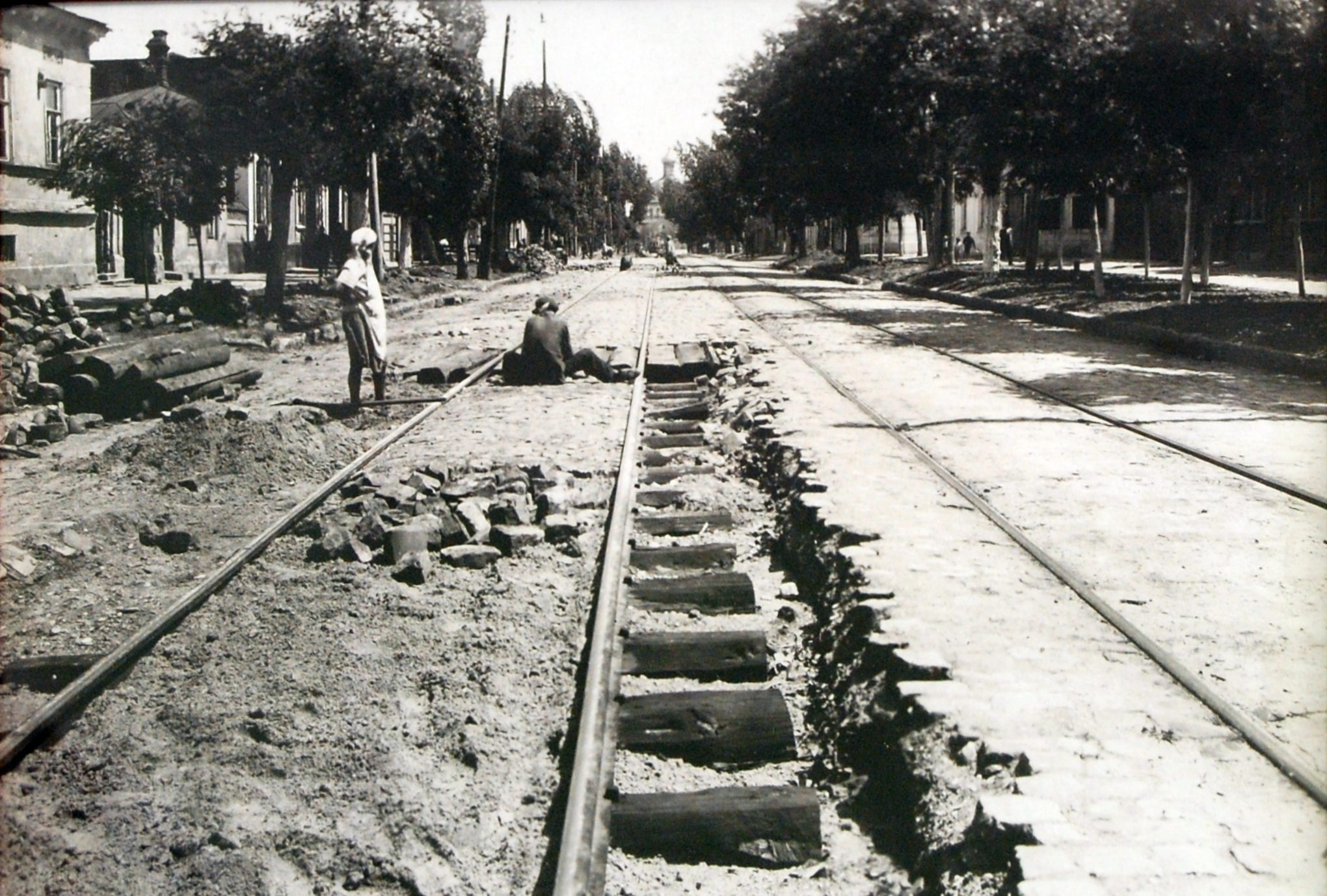
Строительство второй нитки трамвайной линии по ул. Фрунзе, 1934 г. Вдали видны купола Успенского собора

Во многом запуск трамвайного движения в Таганроге являлся заслугой первого секретаря горкома ВКП(б) Таганрога С. Х. Варданиана. Соответствующее решение по строительству трамвая было принято Горкомом ВКП(б) и горсоветом. Были выделены ассигнования в сумме 2500000 рублей. Стройка была объявлена ударной, народной. Укладка трамвайных путей началась весной 1932 года.
Открытие трамвайной системы было приурочено к очередной годовщине революции и было отпраздновано с большим размахом. 7 ноября 1932 года по улицам города пошёл первый трамвай. Первая очередь открытой трамвайной линии имела протяженность 12 км и соединяла центр города с промышленным районом, Балтийским и авиационным заводами. По этому маршруту передвигались 4 вагона, украшенные надписью «Таганрогский металлург», поскольку без помощи металлургов андреевского завода вряд ли удалось бы осуществить запуск в Таганроге трамвая.
К 1 июля 1933 года планировался пуск маршрута Шлагбаум — завод «Красный котельщик».
В послевоенные годы в городе было всего 18 вагонов, причём на линию выходило не более десяти. Трамвайные линии были однопутными, с разъездом на остановках. Собирали для восстановления трамвайные вагоны по всему Советскому Союзу, от Новороссийска до Москвы. Достаточно быстро удалось довести парк до 150 вагонов. Ежедневно депо выпускало на линии 120 трамваев.
С 1991 по 2012 год ТТУ возглавлял С. В. Коновалов.
На 2006 год трамвай являлся основным видом транспорта Таганрога, наиболее популярным у населения, система из 9 маршрутов обслуживалась 45 трамваями КТМ-5, КТМ-8, ЛМ-99АЭН, КТМ-8КМ, КТМ-17, КТМ-23, 71-407.
В плане развития городского транспорта, принятом в 2006 году, было запланировано развитие трамвайной сети и постепенная замена подвижного состава на современный.
В 2013 году ко Дню освобождения Таганрога совместно с общественной организацией «Боевое братство» был создан передвижной трамвай-музей, в котором проводятся уроки патриотического воспитания для школьников и воспитанников детских домов. Военная экспозиция, по замыслам устроителей, просуществует в таганрогском трамвае-музее вплоть до празднования 70-летия Победы в Великой Отечественной войне в 2015 году.
В ноябре 2013 года было объявлено о выходе газеты «Трамвайные истории», которую администрация ТТУ намерена выпускать совместно с городской газетой «Таганрогская правда». Распространять «Трамвайные истории» издатели изначально намеревались в городских трамваях и троллейбусах. Тираж первых номеров газеты — 999 экземпляров.
В ноябре 2014 года возвращённый к управлению ТТУ С. В. Коновалов обратился к депутатам городской Думы за финансовой помощью, заявив, что предприятие не вышло из кризиса и уже следующий шаг — банкротство. Предприятию необходимо 23 миллиона рублей. Также Коновалов предложил «прекратить возить льготников, а на высвобожденные деньги капитально отремонтировать весь парк». На декабрь 2014 года администрация Таганрога была должна ТТУ в виде компенсации за льготный проезд пенсионеров и школьников около 5,8 миллионов рублей за август-декабрь.
В октябре 2015 года из-за аварии на трубопроводе «Водоканала» в районе улиц Дзержинского и Первой Котельной было полностью остановлено движение автомобильного и общественного транспорта. Горожане на 10 дней лишились трамвайного маршрута № 2, что вызвало для них огромные неудобства, а также привело к весьма ощутимым убыткам ТТУ.

## Концессия и перспективы развития трамвайной системы
В мае 2021 года Администрация города Таганрога подписала концессионное соглашение с ООО «Синара-Городские Транспортные Решения Таганрог» о создании трамвайной сети и закупке нового подвижного состава для Таганрога. Проект по модернизации всей трамвайной сети предполагает создание новой и модернизацию существующей трамвайной инфраструктуры, а также закупку нового подвижного состава для обслуживания всех городских маршрутов.
Модернизацию трамвайной сети Таганрога завершат до конца 2022 года. Она пройдет в два этапа. Первый должен завершиться до конца 2021 года, а второй — до сентября 2022 года.
Первым этапом предусматривается перекладка 10 км рельсовых путей и покупка 10 новых трамваев. Всего (за два этапа) в городе планируется реконструировать 45 километров трамвайных путей и закупить 60 трамваев. Все ранее эксплуатируемые трамвайные вагоны будут списаны, их планируется передать в другие города (в Тулу и Краснодар) или утилизировать.
В рамках договора, предусматривается разработка новой маршрутной сети трамвайного движения. После полной реконструкции и закупки нового подвижного состава полностью поменяется количество маршрутов и их начальные и конечные остановочные комплексы. Новый односекционный трамвай, производимый специально для Таганрога, будет полностью низкопольным. По итогам интернет-голосования, проведённого Администрацией города, был выбран красный цвет окраски трамвайных вагонов.
На момент начала 2023 года открыты все запланированные маршруты, завершены все основные строительные работы, на балансе предприятия находится 50 вагонов модели 71-628.

## Маршрутная сеть

Схема трамвайных маршрутов Таганрога в 2023 году

В Таганроге с 9 января 2023 года действуют девять трамвайных маршрутов:
| № | Конечные                                                 |
| - | -------------------------------------------------------- |
| 1 | Завод «Красный Котельщик» — Площадь Авиаторов            |
| 2 | Вокзал «Таганрог-1» — Университет                        |
| 3 | Завод «Красный Котельщик» — Университет                  |
| 4 | Площадь Авиаторов — Вокзал «Таганрог-1»                  |
| 5 | Завод «Прибой» — Университет                             |
| 6 | Площадь Авиаторов — Завод «Прибой»                       |
| 7 | Завод «Прибой» — Вокзал «Таганрог-1»                     |
| 8 | Университет → Площадь Авиаторов (против часовой стрелки) |
| 9 | Площадь Авиаторов → Университет (по часовой стрелке)     |

## Стоимость проезда и оплата
Стоимость проезда в трамвае Таганрога составляет:
- Полный билет — 33 рубля по карте, 35 за наличный расчёт
- Льготный ученический (студенты при предъявлении студенческого билета, школьники) — 24 рублей.
- Льготный пенсионный (при предъявлении социального именного талона) — 24 рублей.

## Подвижной состав[17]
| Фото | Модель  | В эксплуатации | Примечания         |
| ---- | ------- | -------------- | ------------------ |
|      | 71-628  | с 2021 г.      | 40 рабочих вагонов |
|      | 71-628М | с 2021 г.      | 10 рабочих вагонов |

Переданные из Москвы вагоны 71-619А, МТТА, МТТЕ, МТТЧ в эксплуатацию не вводились. Вагоны 71-619А в 2022 году были переданы в Тулу.

## Таганрогский трамвай в культуре
В 2022 году братьями Пономаренко был написан «Гимн Таганрогскому трамваю», на который был снят клип с участием вагонов 71-628.